# Erg Chebbi

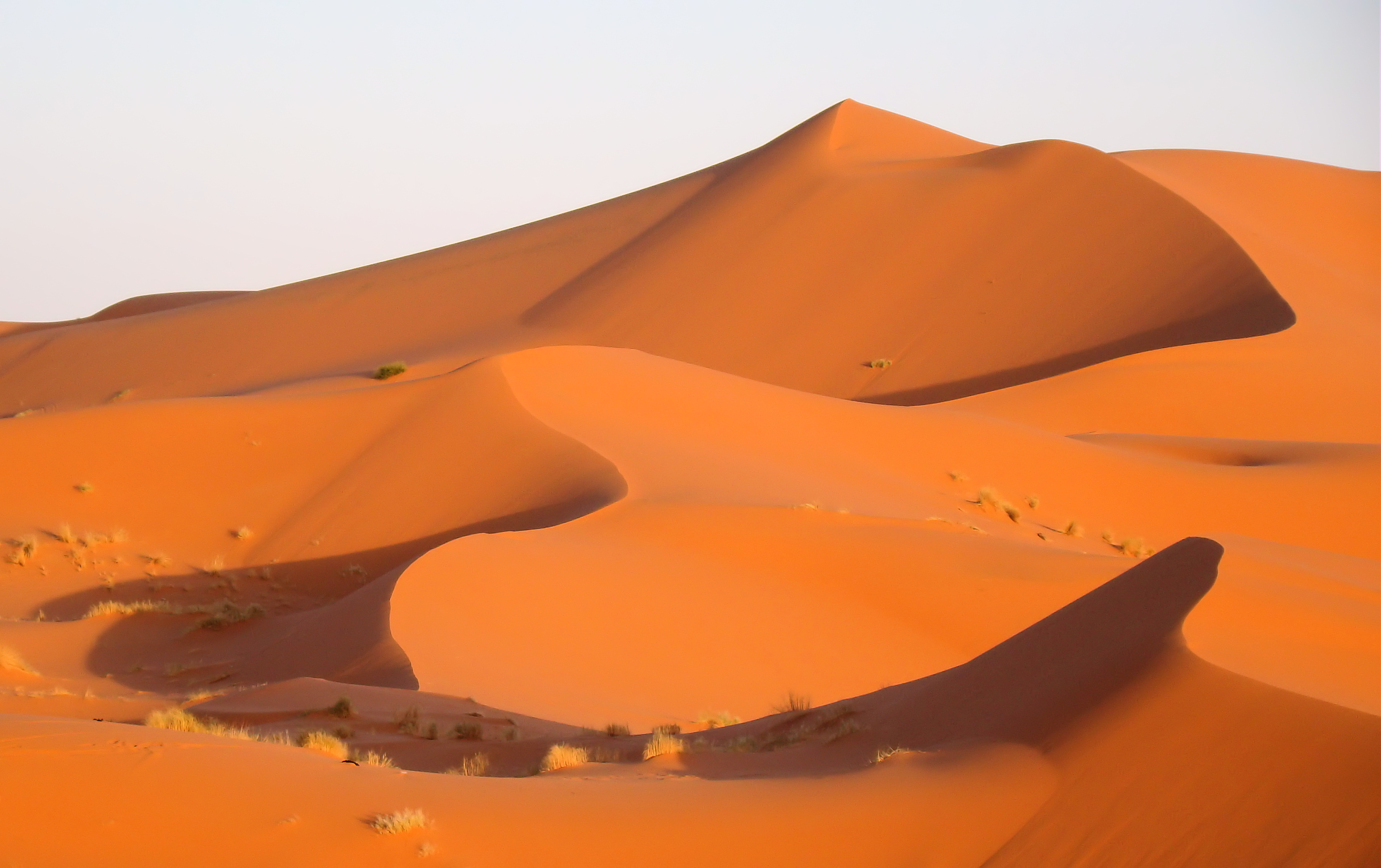
Erg Chebbi al tramonto

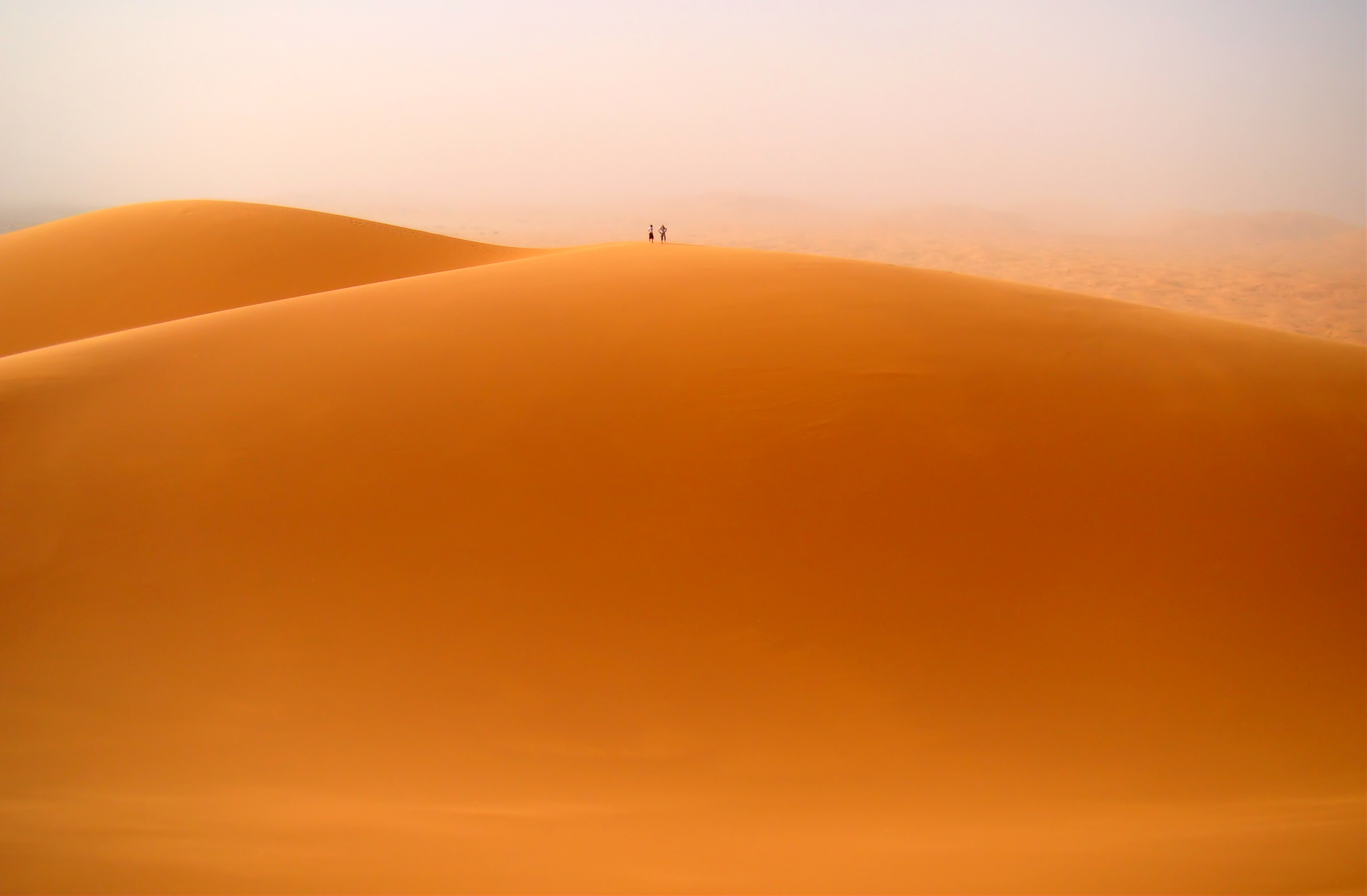
Due persone sopra una della dune più alte

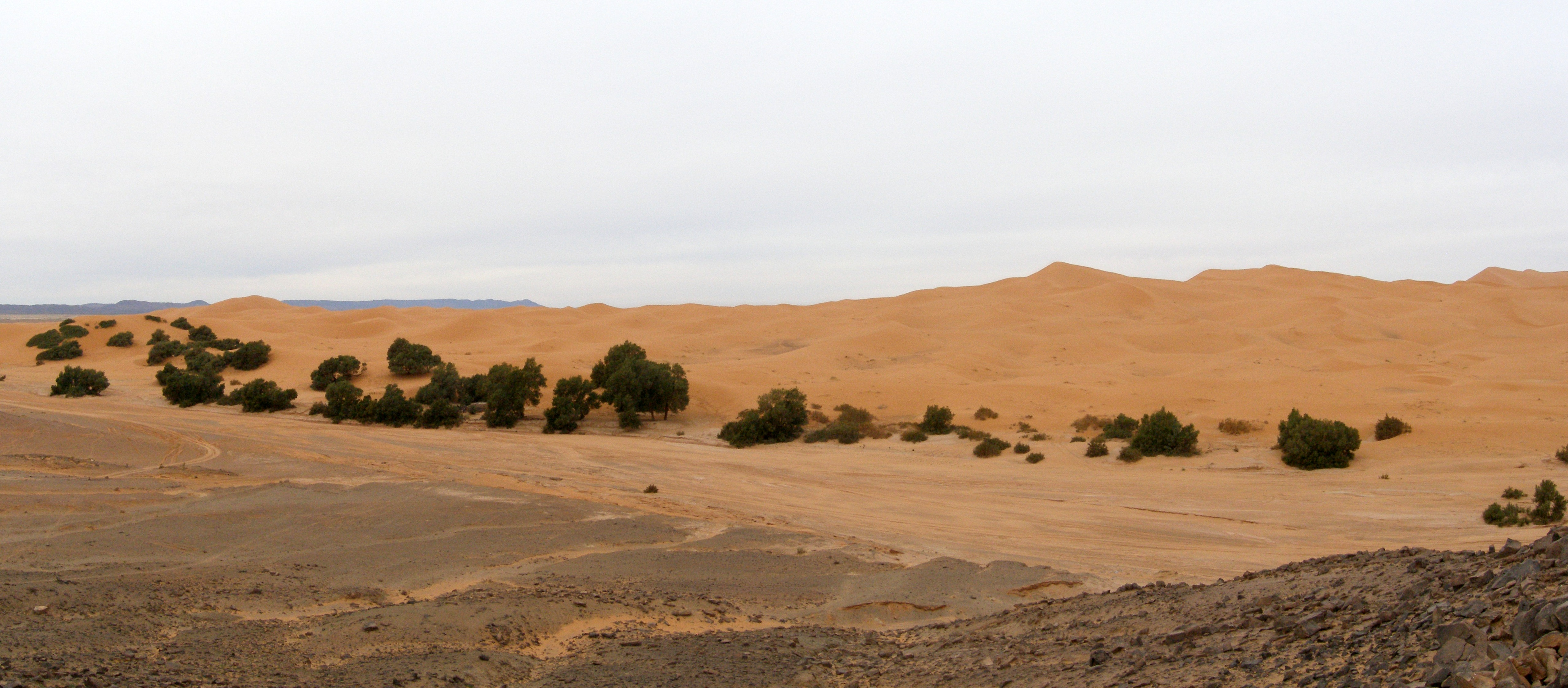
Il deserto piatto in transizione verso le dune

L'Erg Chebbi (in arabo عرق الشبي‎?) è uno dei due erg (gruppi di grandi dune formate dalla sabbia portata dal vento) Sahariane del Marocco. L'altro è l'Erg Chigaga presso M'hamid.
Le dune dell'Erg Chebbi raggiungono un'altezza di 150 metri e sono disseminate in un'area di 22 Km da Nord a sud e di 5–10 km da Est a Ovest.
Il centro abitato più vicino è Erfoud, a circa 60 km verso nord. Un'altra città è Rissani, a circa 40 km da Merzouga, che dall'VIII al XIV secolo ospitò un regno autonomo, conosciuto come Sigilmassa, prospero terminale delle grandi strade commerciali. 
Merzouga, il locale centro turistico, è vicino al limite delle dune. Alcune compagnie offrono escursioni a dorso di dromedari nel deserto, addentrandosi nottetempo diversi chilometri all'interno dell'Erg, fino a perdere di vista il villaggio.
Durante la parte più calda dell'anno, gli abitanti usano immergersi nella sabbia fino al collo per alcuni minuti per volta, come cura per i reumatismi.
Nel maggio 2006, durante un'alluvione nei pressi delle dune vennero uccise sei persone.

## Galleria d'immagini

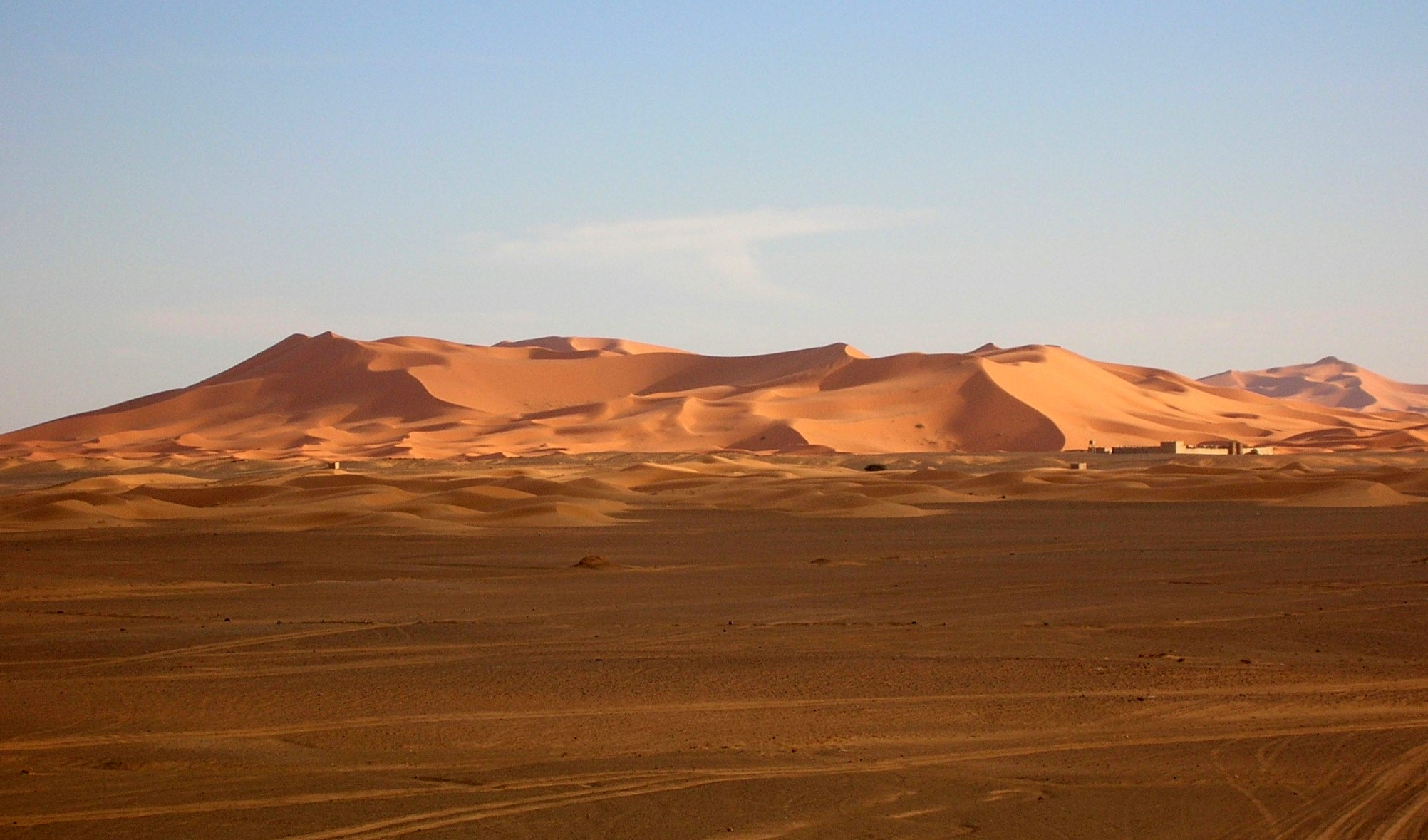
L'Erg Chebbi dai dintorni di Merzouga
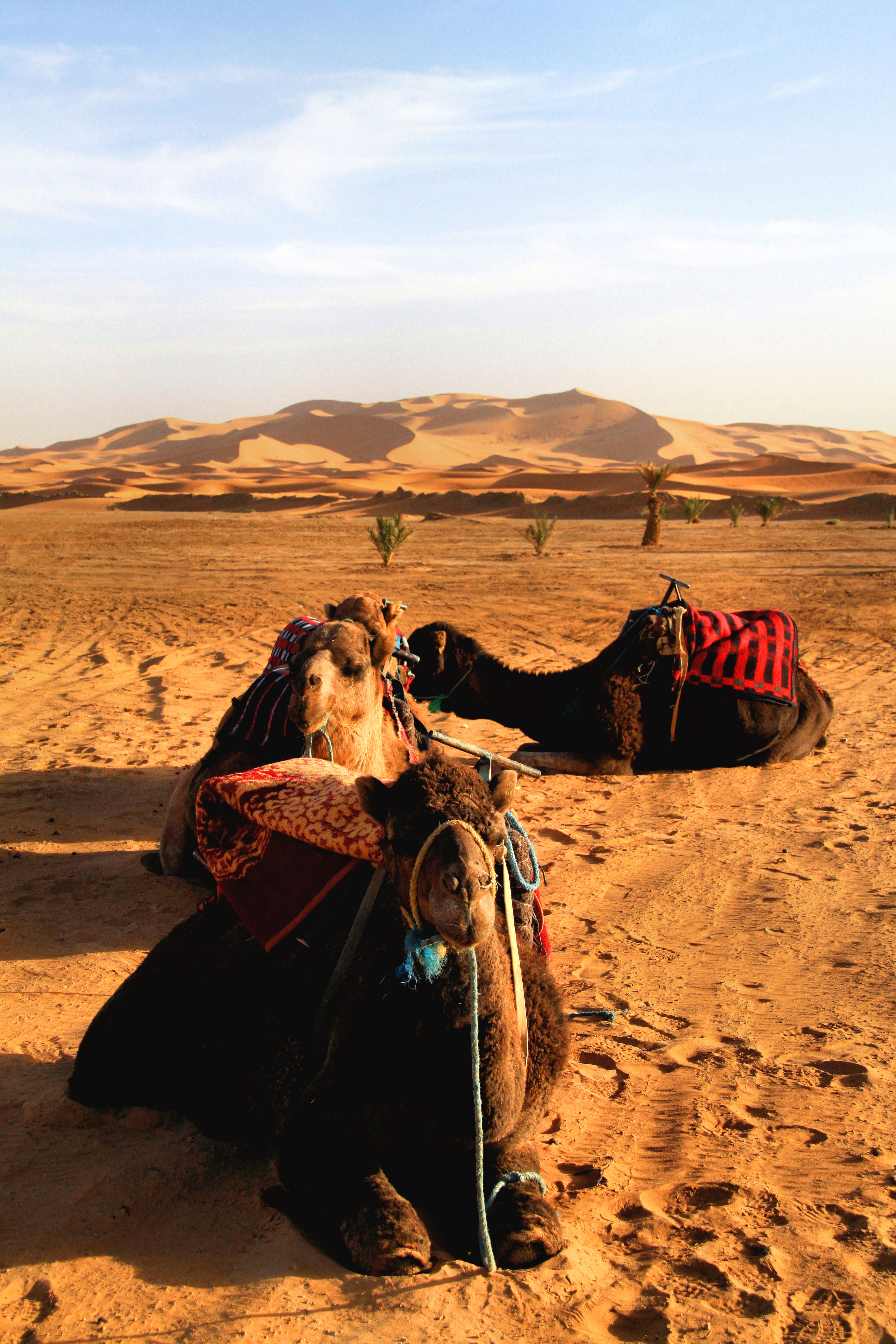
Dromedari utilizzati per le escursioni fra le dune